# الدوري الإيطالي الدرجة الرابعة 2016–17
الدوري الإيطالي الدرجة الرابعة 2016–17 (بالإيطالية: Serie D 2016-2017)‏ هو الموسم 69 من الدوري الإيطالي الدرجة الرابعة. أقيم خلال الفترة 4 سبتمبر 2016 وحتى 7 مايو 2017، وكان عدد الأندية المشاركة فيه 162، وفاز فيه نادي مونزا.